# Jack Sewing
Jack Sewing (* 11. Februar 1934 in Rotterdam) ist ein niederländischer Jazzmusiker (Kontrabass).

## Leben und Wirken
Sewing begann 1939 auf dem Akkordeon. 1948 wechselte er zur Gitarre. Seit 1951 spielte er Kontrabass in der Band von Pianist Jack Redler. 1955/56 tourte er mit Eric Krans' Dixieland Pipers in Deutschland. Ab 1959 war er Mitglied von Bob Azzam et son Orchestre, mit dem auch erste Aufnahmen für Barclay entstanden. Er arbeitete dann in Paris, wo er ab 1965 wohnte, bei Jef Gilson. Daneben begleitete er Solisten wie Johnny Griffin, Dexter Gordon, Nathan Davis, Ted Curson, Don Cherry, Jimmy Gourley, Sir Charles Thompson und Kenny Clarke. 1967/68 gehörte er zur Bigband von Sonny Grey.
1968 begleitete Sewing Stéphane Grappelli im Restaurant Toits de Paris beim Neustart seiner Karriere. Seit 1969 trat er als Bassist von Grappelli auch international auf, etwa beim Montreux Jazz Festival 1973 (wo er auch Bill Coleman und Guy Lafitte begleitete) und war zunächst an zahlreichen Plattenproduktionen mit Grappelli beteiligt; dabei war das Verhältnis zwischen den Musikern, die noch bis 1989 gelegentlich  zusammenarbeiteten, teilweise recht spannungsvoll. Daneben entstanden auch Alben mit Bill Coleman und Benny Waters.
1976 spielte Sewing beim Nice Jazz Festival mit dem All Star Sextet von Jim Galloway, zu dem Buck Clayton und Grady Tate gehörten. Er zog nun nach Nizza, wo er auch Musikinstrumente reparierte. Seit 1977 trat er fünf Jahre lang in Folge in Cimiez bei der Grande Parade du Jazz auf, so 1979 mit George Wein und seinen Newport All Stars. Er begleitete zudem Teresa Brewer (On the Road Again, 1983) und tourte 1984 mit der Band von Lionel Hampton durch Frankreich, wo er noch 2000 auftrat.

## Lexikalische Einträge
- Mark Gilbert: Sewing, Jack, New Grove Dictionary of Jazz 2002 (Oxford Music Online)